# Praia do Leblon
Praia do Leblon är en strand i Brasilien.   Den ligger i delstaten Rio de Janeiro, i den sydöstra delen av landet, 900 km sydost om huvudstaden Brasília. Praia do Leblon ligger vid sjön Lagoa Rodrigo de Freitas.